# Furlana
La furlana (anche forlana, frullana o friulana) è una danza molto allegra in 6/8 o in 6/4 che si balla in una o in più coppie.
L'origine è popolare, ma attraverso Venezia divenne di gran moda in tutta l'alta Italia e, nel XVII secolo, anche alla corte di re Luigi XIV.
Il nome indica la provenienza geografica dal Friuli.

## Esempi
Di seguito sono elencate alcune danze in forma di furlana, in ordine cronologico di composizione:
- François Couperin Quarto Concert royal
- Johann Sebastian Bach nel 1718 - Movimento IV della Suite n. 1 per due oboi, archi, fagotto e basso continuo BWV1066.
- Jean Philippe Rameau nel XVIII secolo - Movimento II della Suite n. 2 de Les Indes Galantes
- Wolfgang Amadeus Mozart nel 1768 - Movimento (intitolato Colas' Auftritt) di Bastien und Bastienne, che accompagna l'entrata in scena del mago Colas.
- Amilcare Ponchielli nel 1876 - Finale del I atto de La Gioconda.
- Ernest Chausson - la quarta e ultima delle Quelques Danses op. 26 per pianoforte del 1896
- Maurice Ravel nel 1919 - Movimento III de Le Tombeau de Couperin.
- Mario Pilati nel 1925 - Movimento III dei Tre pezzi per orchestra
- Ildebrando Pizzetti nel 1930 - in Rondò veneziano per orchestra
- Gerald Finzi nel 1943 - Bagatella IV delle 5 Bagatelle per pianoforte e clarinetto op. 23.
- John Moeran nel 1948 - Movimento IV della Serenata in Sol maggiore.
- Germaine Tailleferre - Forlane per flauto e pianoforte del 1972
- Gunther Schuller - Movimento III della Fantasy-Suite for Guitar, del 1994